# Taourirt
Taourirt è una città del Marocco, nella provincia omonima, nella Regione Orientale.
La città è anche conosciuta come Tawrīrt, Tawrirt o Tāwrīrt ed è servita dalla stazione di Taourirt.
La città è stata storicamente sede di una cospicua comunità ebraica, che contava 550 membri nel 1936 e 450 membri nel 1951, emigrata in massa verso Israele e Francia negli anni 1950 e 1960.